# Lärmgerät

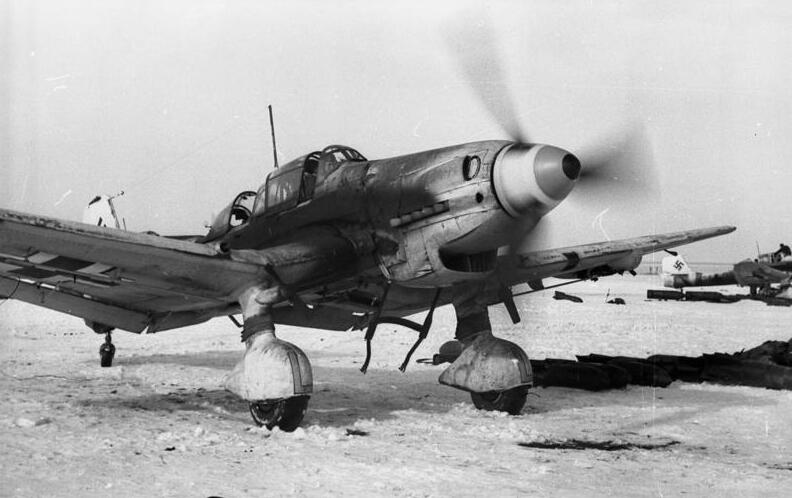
Das Lärmgerät sichtbar oben an der Fahrwerksverkleidungen

Als Lärmgerät werden die Geräuschwindräder bezeichnet, welche an beiden Fahrwerksbeinen der deutschen Sturzkampfflugzeuge des Typs Junkers Ju 87 ab der Baureihe D-1 serienmäßig angebracht waren und durch den Fahrtwind angetrieben wurden.
Ernst Udet, Chef des Technischen Amtes des Reichsluftfahrtministeriums, gilt als der Erfinder.
Die Lärmgeräte waren im normalen Reiseflug blockiert. Bei Aktivierung durch den Piloten wurden die Bremsen gelöst und die Windräder vom Fahrtwind angetrieben, wobei sich Tonhöhe und Lautstärke mit der Fluggeschwindigkeit änderte, was bei der Ju 87 im Sturzflug zum bekannten sirenenartigen Heulton führte. Dementsprechend wurden sie auch landläufig als Sirene bzw. Stuka-Sirene bezeichnet.
Mit Erzeugung dieses Heultons wollte man eine Einschüchterung des Gegners erreichen und war so Teil der psychologischen Kriegsführung.
Weitere Lärmgeräte waren auch für Bf 110 und DFS 230 geplant.
Noch heute ist der Irrglaube verbreitet, dass (ab)stürzende Flugzeuge diese typischen Sirenengeräusche erzeugen. Manche Filmszenen werden so akustisch untermalt, selbst bei Hubschraubern oder langsam trudelnden Maschinen wird darauf zurückgegriffen. Manche Zuschauer von Flugschauen verwechseln die Sirene mit den Motorgeräuschen. Dadurch, dass das Flugzeug im steilen Sturzflug allein durch die Erdanziehung beschleunigt und wesentlich höherer Fahrtwind auftritt, überdreht der Motor recht leicht, was sich dann ähnlich den Stuka-Sirenen anhört. Jedoch sind die Motorgeräusche wesentlich leiser.
Die Lärmgeräte der Ju 87 werden fälschlicherweise oft als Jerichotrompete bzw. Jericho-Gerät bezeichnet. Jericho-Geräte sind jedoch orgelpfeifenähnliche Papphülsen, welche teilweise an den Leitwerken von deutschen Abwurfbomben des Typs SC50 und SC250 im Zweiten Weltkrieg angebracht und dazu gedacht waren, durch den Fahrtwind der fallenden Bombe zum Pfeifen gebracht zu werden und so zur psychologischen Kriegsführung beizutragen.

## Musik
Im Lied Sky Pilot von Eric Burdon and the Animals aus dem Jahr 1968 wird ein Luftangriff mit einer Stuka-Sirene untermalt. Die Schlussakkorde des Stücks In the Flesh? (1979) von Pink Floyd werden von diesem Geräusch überlagert und leiten über zu Lautäußerungen eines Säuglings. Das Lied Baptism by Fire der schwedischen Black-Metal-Band Marduk wird mit diesem Geräusch eröffnet.